# Jonathan Felisaz

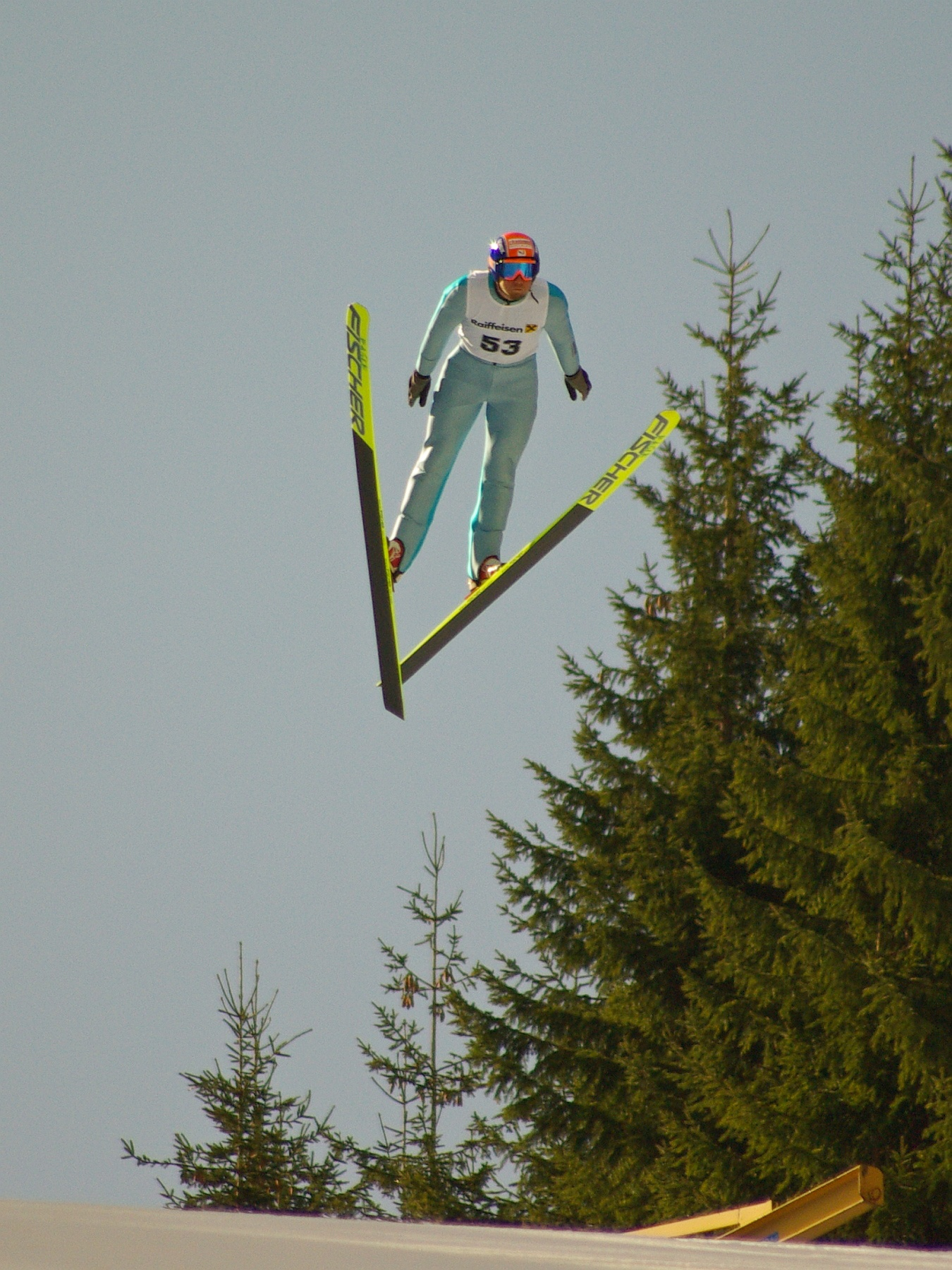
Jonathan Felisaz au saut.

Jonathan Felisaz, né le 16 octobre 1985, est un coureur du combiné nordique français.
Il participe aux Jeux olympiques d'hiver de 2010 où il se classe 30e au tremplin normal en combiné nordique.
En coupe du monde, il a obtenu une deuxième place par équipes en janvier 2010 à Schonach.
Il a obtenu deux deuxièmes places (Pragelato et Chaux-Neuve en 2008) ainsi qu'une troisième place (Val di Fiemme en janvier 2007) en coupe du monde B.
Par ailleurs, il a décroché deux deuxièmes places (Val di Fiemme et Hinterzarten en 2009) en Grand prix d'été.

## Palmarès

### Jeux olympiques
| Épreuve / Édition | Gundersen     | Gundersen      | Relais |
| Épreuve / Édition | Petit tremlin | Grand tremplin | Relais |
| JO 2010 Vancouver |               | 30e            |        |

### Championnats du monde
| Épreuve / Édition     | Gundersen     | Gundersen      | Départ en ligne | Par équipes |
| Épreuve / Édition     | Petit tremlin | Grand tremplin | Départ en ligne | Par équipes |
| Mondiaux 2009 Liberec | 40e           |                | 32e             |             |

### Coupe du monde
- Meilleur classement général : 41e en 2009.
- 1 podium en épreuve par équipes.
- Meilleur résultat individuel : 12e.

#### Différents classements en Coupe du monde
| Année     | Classement général final |
| 2007-2008 | 50e                      |
| 2008-2009 | 41e                      |
| 2009-2010 | 46e                      |